# Eschenlohe
Eschenlohe er en kommune i Landkreis Garmisch-Partenkirchen i Regierungsbezirk Oberbayern i den tyske delstat Bayern. Den er en del af Verwaltungsgemeinschaft Ohlstadt.

## Geografi
Eschenlohe ligger i Region Oberland ved floden Loisach.
Eschenlohe var hårdt ramt af oversvømmelser i pinsen 1999 og august 2005, hvor beskyttende dæmninger brød sammen.

### Oversvømmelsesbeskyttelse
Efter oversvømmelsen i 2005 blev der genneemført omfattende byggearbejder for at beskytte byen. Dæmningerne langs brederne blev gjort højere, og der blev bygget en ny bro over Loisach, uden midterpille der bremser gennemstrømningen.